# توماس فيرنون غريفيثز
توماس فيرنون غريفيثز (بالإنجليزية: Thomas Vernon Griffiths)‏ هو معلم موسيقى نيوزيلندي، ولد في 22 يونيو 1894، وتوفي في 23 نوفمبر 1985.

## وصلات خارجية
- توماس فيرنون غريفيثز على موقع ميوزك برينز (الإنجليزية)